# Няннели
Нянне́ли (также Ньээнньэли, Неннели, Нянели) — река в Верхоянском районе Республики Саха. Левый приток Ольдё. Длина реки — 150 км (от истока Левой Няннели — 198 км). Площадь водосборного бассейна — 7030 км².
Река образуется слиянием рек Левая Няннели и Правая Няннели в северо-западных отрогах хребта Черского на высоте 580 м над уровнем моря.Течёт по лесотундре преимущественно на северо-запад. В среднем течении русло расширяется до 185 м, с юга огибает Ымыйский кряж. Населённые пункты на реке отсутствуют. Впадает в Ольдё по правому берегу в 115 км от её устья, ниже впадения Тенню, на высоте менее 183 м над уровнем моря. Ширина перед устьем — 74 м при глубине 0,9 м; скорость течения в низовьях составляет 1 м/с.

## Основные притоки
Указаны притоки длиной 30 км и более
| Название      | Расстояние от устья | Длина | Положение |
| ------------- | ------------------- | ----- | --------- |
| Накачан       | 77                  | 61    | левый     |
| Сахання       | 81                  | 79    | правый    |
| Элинде        | 97                  | 32    | левый     |
| Унукчан       | 114                 | 34    | левый     |
| Курундя       | 126                 | 40    | левый     |
| Эвканя        | 140                 | 39    | левый     |
| Левая Няннели | 150                 | 48    | левый     |

## Данные водного реестра
По данным государственного водного реестра России и геоинформационной системы водохозяйственного районирования территории РФ, подготовленной Федеральным агентством водных ресурсов:
- Бассейновый округ — Ленский
- Речной бассейн — Яна
- Речной подбассейн — Яна ниже впадения Адычи
- Водохозяйственный участок — Яна от впадения реки Адыча до устья без реки Бытантай
- Код водного объекта — 18040300212117700021062